# Булах Лада Валентинівна
Лада Валентинівна Булах (нар. 11 лютого 1976, Київ) — українська громадська і політична діячка. Народний депутат України 9-го скликання.

## Життєпис
Закінчила Київський інститут культурних і соціальних зв'язків (факультети психології і соціології). Навчалася у Національній академії праці і соціального управління. Отримала диплом Міжнародного інституту менеджменту (фах NGO management course). Закінчила Український католицький університет (фах «Управління неурядовими організаціями, проєктний менеджмент»).
У 2021 році закінчила Національну академію державного управління при Президентові України та стала магістром.
Лада Булах була виконавчим директором БО «100 % життя. Київський регіон».
Працювала у благодійних організаціях та центрах допомоги, пройшла шлях від соціального працівника до керівника. Заснувала Соціальне підприємство «Миті».
Займалася громадською діяльністю (потребами людей з туберкульозом, ВІЛ/СНІД, дітей-сиріт, жінок, що зазнали сімейного насильства, біженців, ветеранів АТО на міському, національному і міжнародному рівнях).

## Політична діяльність
Член Комітету Верховної Ради з питань здоров'я нації, медичної допомоги та медичного страхування.
Голова підкомітету з питань забезпечення епідемічної безпеки, боротьби із ВІЛ/СНІД та соціально небезпечними захворюваннями.
Є членом міжфракційних об’єднань “Рівні можливості”, “Парламентська платформа боротьби з туберкульозом”, “За Прискорену Євроінтеграцію Українського Бізнесу”.
Є секретарем групи з міжпарламентських зв’язків з Республікою Північна Македонія, членом груп з міжпарламентських зв’язків зі Сполученими Штатами Америки, Королівством Іспанія, Королівством Данія, Швейцарською Конфедерацією, Державою Ізраїль.
У 2019 році балотувалася у народні депутати від партії «Слуга народу» на парламентських виборах. Була № 89 у списку. На час виборів: виконавчий директор благодійної організації «100 % життя. Київський регіон», безпартійна. Проживає в Києві.
22 липня 2025 року голосувала за законопроєкт 12414, що обмежує Національне антикорупційне бюро України та Спеціалізовану антикорупційну прокуратуру. Цей закон викликав значний резонанс в українському суспільстві.